# Warum es hunderttausend Sterne gibt
"Warum es hunderttausend Sterne gibt" (tradução portuguesa "Porque é que existem 100.000 estrelas") foi a canção que representou a Áustria no Festival Eurovisão da Canção 1967.
A canção fora a terceira a ser na noite (depois de Vicky Leandros do Luxemburgo com "L'amour est bleu" e antes de Noëlle Cordier da França com "Il doit faire beau là-bas"). Ao fim da votação obteve 2 pontos, ficando em 14º lugar, entre 17 participantes.
A canção é uma canção do estilo chanson, popular nos primeiros anos do Festival Eurovisão da Canção. Nesta, o interprete pergunta-se sobre alguns dos mistérios do mundo (como porque há tantas estrelas, porque há tantas flores), e depois que explica que, portanto, o sentido da vida é para aproveitar o momento.
A canção que se seguiu como representante austriaca no festival de 68 foi a música "Tausend fenster" interpretada por Karel Gott.